# Список ДСТУ
Список державних стандартів України

## 1—999
- ДСТУ 33.112:2008 Страховий фонд документації. Підготування та відправлення на мікрофільмування проектної документації на об'єкти будівництва. Технічні вимоги

## 2000—2999
- ДСТУ 2093-92 Смоли епоксидні діанові неотверджені. Технічні умови
- ДСТУ 2099-92 Конструкції зварні. Розряди точності. Граничні відхилення лінійних розмірів, допуски форми та розташування поверхонь
- ДСТУ 2226-93 Автоматизовані системи. Терміни та визначення
- ДСТУ 2255-93 Кутики сталеві гнуті нерівнополичні. Сортамент
- ДСТУ 2498-94 Основні норми взаємозамінності. Допуски форми та розташування поверхонь. Терміни та визначення
- ДСТУ 2500-94 Основні норми взаємозамінності. Єдина система допусків та посадок. Терміни та визначення. Позначення і загальні норми
- ДСТУ 2708:2006 Метрологія. Повірка засобів вимірювальної техніки. Організація і порядок проведення .
- ДСТУ 2732:2004 Діловодство й архівна справа. Терміни та визначення понять
- ДСТУ 2904-94 Кислота соляна синтетична технічна. Технічні умови
- ДСТУ 2938-94 Системи оброблення інформації. Основні поняття. Терміни та визначення
- ДСТУ 2960-94 Організація промислового виробництва. Основні поняття. Терміни та визначення

## 3000—3999
- ДСТУ 3008-95 Структура і правила оформлення. Документація. Звіти у сфері науки і техніки[1]
- ДСТУ 3017-95 Видання. Основні види. Терміни та визначення
- ДСТУ 3057-95 Метанол технічний. Технічні умови
- ДСТУ 3063-95 Насоси. Класифікація. Терміни та визначення
- ДСТУ 3065-95 Компресори шестеренчасті. Загальні технічні умови
- ДСТУ 3321:2003 Система конструкторської документації. Терміни та визначення основних понять
- ДСТУ 3330-96 Інформаційні технології. Система стандартів з баз даних. Еталонна модель керування даними
- ДСТУ 3400:2006 Метрологія. Державні випробування засобів вимірювальної техніки. Основні положення, організація, порядок проведення і розгляду результатів
- ДСТУ 3431-96 Вагони вантажні. Терміни та визначення
- ДСТУ 3582-97 Інформація та документація. Скорочення слів в українській мові у бібліографічному описі. Загальні вимоги та правила — замінений на ДСТУ 3585:2013
- ДСТУ 3585:2013 Бібліографічний опис скорочення слів і словосполучень українською мовою
- ДСТУ 3626-97 Базові програмно-технічні комплекси локального рівня для розосереджених автоматизованих систем керування технологічними процесами. Загальні вимоги
- ДСТУ 3681-98 Сумісність технічних засобів електромагнітна. Стійкість до дії грозових розрядів. Технічні вимоги та методи випробувань
- ДСТУ 3768-2010 Пшениця. Технічні умови[2]
- ДСТУ 3818-98 Енергозбереження. Вторинні енергетичні ресурси. Терміни та визначення
- ДСТУ 3853-99 Віброізолятори гумові для вибухозахищених вентиляторів. Загальні технічні умови
- ДСТУ 3868-99 Паливо дизельне. Технічні умови
- ДСТУ 3925-99 Чавун з кулястим графітом для виливків
- ДСТУ 3949-2000 Апарати теплообмінні пластинчасті розбірні. Параметри та основні розміри
- ДСТУ 3957-2000 Система сертифікації УкрСЕПРО. Порядок обстеження виробництва під час проведення сертифікації продукції.
- ДСТУ 3961-2000 Аптечка медична автомобільна
- ДСТУ 3966-2009 Термінологічна робота. Засади і правила розроблення стандартів на терміни та визначення понять.
- ДСТУ 3973-2000 Система розроблення та поставлення продукції на виробництво. Правила виконання науково-дослідних робіт
- ДСТУ 3974-2000 Система розроблення та поставлення продукції на виробництво. Правила виконання дослідно-конструкторських робіт. Загальні положення.
- ДСТУ 3994-2000 Безпека в надзвичайних ситуаціях. Надзвичайні ситуації природні. Чинники фізичного походження. Терміни та визначення
- ДСТУ 3997-2000 Автонавантажувачі та електронавантажувачі. Терміни та визначення основних понять

## 4000—4999
- ДСТУ 4047-2001 Гази вуглеводневі скраплені паливні для комунально-побутового споживання. Технічні умови
- ДСТУ 4056-2001 Гази вуглеводневі скраплені. Методи відбирання проб
- ДСТУ 4068-2002 Документація. Звіт про геологічне вивчення надр. Загальні вимоги до побудови, оформлення та змісту
- ДСТУ 4072-2002 Інформаційні технології. Мови програмування, їхні середовище і системний інтерфейс. Незалежний від мов виклик процедур (LIPC)
- ДСТУ 4103-2002
- ДСТУ 4108-2002 Контролери програмовні. Частина 2. Вимоги до обладнання та випробування
- ДСТУ 4123-2006 Пристрій примусового зниження швидкості дорожньо-транспортної техніки на вулицях і дорогах
- ДСТУ 4128-2002 Матеріали мастильні, оливи індустріальні та споріднені продукти (клас L). Класифікація
- ДСТУ 4132-2002 Насоси відцентрові загальнопромислового застосування. Вимоги до проектування, виготовляння, постачання, монтажування та експлуатування. Звід правил
- ДСТУ 4133-2002 Насоси відцентрові загальнопромислового застосування. Вимоги безпеки
- ДСТУ 4145-2002 Інформаційні технології. Криптографічний захист інформації. Цифровий підпис, що ґрунтується на еліптичних кривих. Формування та перевірка
- ДСТУ 4153-2003 Парафіни нафтові тверді. Технічні умови
- ДСТУ 4160:2003 Нафтопродукти. Визначання тиску насиченої пари. Метод Рейда
- ДСТУ 4163:2020 «Уніфікована система організаційно-розпорядчої документації. Вимоги до оформлення документів»[3]
  - Раніше ДСТУ 4163:2003 Державна уніфікована система документації. Уніфікована система організаційно-розпорядчої документації. Вимоги до оформлювання документів[4]
- ДСТУ 4276:2004 Система стандартів у галузі охорони навколишнього природного середовища та раціонального використання ресурсів. Атмосфера. Норми і методи вимірювання димності відпрацьованих газів автомобілів з дизелями або газодизелями.
- ДСТУ 4277:2004 Система стандартів у галузі охорони навколишнього природного середовища та раціонального використання ресурсів. Атмосфера. Норми і методи вимірювання вмісту оксиду вуглецю та вуглеводнів у відпрацьованих газах автомобілів з двигунами, що працюють на бензині або газовому паливі
- ДСТУ 4310:2004 Мастила. Номенклатура показників якості
- ДСТУ 4311:2004 Система розробляння та поставлення продукції на виробництво продукція нафтопереробки та нафтохімії. Основні положення
- ДСТУ 4317:2004 Нафтопродукти паливо (клас F). Класифікація. Частина 1. Категорії палива для суднових двигунів
- ДСТУ 4319:2004 Повітряні фільтри для загального вентилювання. Визначання характеристик фільтрування
- ДСТУ 4331:2004 Правила описування архівних документів
- ДСТУ 4345:2004 Нафтопродукти. Палива рідкі. Номенклатура показників якості
- ДСТУ 4399:2005 Масло вершкове. Технічні умови
- ДСТУ 4403:2005 Метрологія. Державна повірочна схема для засобів вимірювання об'ємної та масової витрати рідини й об'єму та маси рідини, що протікає по трубопроводу
- ДСТУ 4421:2005 Сири тверді (український асортимент). Технічні умови (CODEX STAN С-1-1966—С-35-1978, NEQ)
- ДСТУ 4454:2005 Нафта і нафтопродукти. Маркування, пакування, транспортування та зберігання
- ДСТУ 4488:2005 Нафта і нафтопродукти. Методи відбирання проб
- ДСТУ 4489:2005 Видання книжкові та журнальні. Вимоги до форматів
- ДСТУ 4503:2005 Вироби сиркові. Загальні технічні умови
- ДСТУ 4518:2008 Продукти харчові. Маркування для споживачів загальні правила
- ДСТУ 4565:2006 Ряжанка та варенець
- ДСТУ 4581-4:2006 Труби сталеві безшовні для роботи під тиском. Технічні умови постачання. Частина 4. Аустенітні нержавкі сталі
- ДСТУ 4615:2006 Магістральні трубопроводи. Деталі сталеві приварні на PN ДО 10 МПа. Загальні технічні умови
- ДСТУ 4616:2006 Магістральні трубопроводи. Деталі сталеві приварні на PN ДО 10 МПа. Типи, основні параметри та розміри
- ДСТУ 4623:2006 Цукор білий. Технічні умови
- ДСТУ 4669:2006 Сири напівтверді. Загальні технічні умови
- ДСТУ 4700:2006 Коньяки України. Технічні умови
- ДСТУ 4708:2006 Інформаційні технології. З'єднувачі інтерфейсу зв'язку, використовувані в локальних обчислювальних мережах
- ДСТУ 4796:2007 Паливо авіаційне для газотурбінних двигунів ДЖЕТ А-1. Технічні умови
- ДСТУ 4814:2007 Рейки вістрякові типів ОР 50 і ОР 65. Загальні технічні умови
- ДСТУ 4839:2007 «Бензини автомобільні підвищеної якості. Технічні умови».
- ДСТУ 4840:2007 «Паливо дизельне підвищеної якості. Технічні умови»

## 7000—7999
- ДСТУ 7564:2014 Інформаційні технології. Криптографічний захист інформації. Функція хешування
- ДСТУ 7624:2014 Інформаційні технології. Криптографічний захист інформації. Алгоритм симетричного блокового перетворення

## ДСТУ EN
- ДСТУ EN 54 Серія стандартів «Системи пожежної сигналізації»
- ДСТУ EN 161:2005 Клапани автоматичні відсічні для газових пальників і газових приладів
- ДСТУ EN 472:2004 Манометри. Словник термінів (EN 472:1994, IDT)
- ДСТУ EN 837 Манометри
  - ДСТУ EN 837-1:2004 Манометри. Частина 1. Манометри з трубкою Бурдона. Розміри, метрологічні характеристики, вимоги та випробування (EN 837-1:1996, IDT)
  - ДСТУ EN 837-2:2004 Манометри. Частина 2. Рекомендації щодо вибирання та встановлення манометрів (EN 837-2:1997, IDT)
  - ДСТУ EN 837-3:2004 Манометри. Частина 3. Манометри з мембраною та мембранною коробкою. Розміри, метрологічні характеристики, вимоги та випробування (EN 837-3:1996, IDT)
- ДСТУ EN 1434 Теплолічильники.
  - ДСТУ EN 1434-1:2006 Теплолічильники. Частина 1. Загальні вимоги
  - ДСТУ EN 1434-2:2006 Теплолічильники. Частина 2. Вимоги до конструкції
  - ДСТУ EN 1434-3:2005 Теплолічильники. Частина 3. Обмін даними та інтерфейси
  - ДСТУ EN 1434-4:2005 Теплолічильники. Частина 4. Випробування для затвердження типу
  - ДСТУ EN 1434-5:2005 Теплолічильники. Частина 5. Первинна повірка
  - ДСТУ EN 1434-6:2005 Теплолічильники. Частина 6. Монтаж, уведення в експлуатацію, контроль в експлуатації й технічне обслуговування
- ДСТУ EN 10210-2:2006 Профілі порожнисті гарячого формування з нелегованих і дрібнозернистих конструкційних сталей для металоконструкцій. Частина 2. Розміри, граничні відхили та характеристики профілів
- ДСТУ EN 10216 Труби сталеві безшовні для роботи під тиском. Технічні умови постачання.
  - ДСТУ EN 10216-1:2006 Труби сталеві безшовні для роботи під тиском. Технічні умови постачання. Частина 1. Труби з нелегованих сталей з нормованими властивостями за кімнатної температури
  - ДСТУ EN 10216-2:2006 Труби сталеві безшовні для роботи під тиском. Технічні умови постачання. Частина 2. Труби з нелегованих і легованих сталей з нормованими властивостями за підвищених температур
- ДСТУ EN 10219-2:2006 Профілі порожнисті зварні холодного формування з нелегованих і дрібнозернистих конструкційних сталей для металоконструкцій. Частина 2. Розміри, граничні відхили та характеристики профілів
- ДСТУ EN 10269:2005 Сталі та нікелеві сплави для кріпильних виробів із заданими властивостями за високих та (або) низьких температур. Технічні умови
- ДСТУ EN 12480:2006 Лічильники газу роторні. Загальні технічні умови.
- ДСТУ EN 50148:2001 Таксометри електронні (EN 50148:1995, IDT)
- ДСТУ EN 45501:2007 Прилади неавтоматичні зважувальні. Загальні технічні вимоги та методи випробувань (EN 45501:1992, IDT)

## ДСТУ IEC/TR
- ДСТУ IEC/TR 60668:2005 Розміри фронтальних частин приладів вимірювання та керування в промислових процесах і вирізів у панелях для їх розташування

## ДСТУ ISO
- ДСТУ ISO 10002:2007 Управління якістю. Задоволеність замовників. Настанови щодо розглядання скарг в організаціях
- ДСТУ ISO 10005:2007 Системи управління якістю. Настанови щодо програм якості
- ДСТУ ISO 10006:2005 Системи управління якістю. Настанови щодо управління якістю в проектах
- ДСТУ ISO 1035.1-2001 Прокат сталевий гарячекатаний Частина 1. Прокат круглий. Розміри
- ДСТУ ISO 1035.4-2001 Прокат сталевий гарячекатаний. Частина 4. Допуски
- ДСТУ ISO 10571:2003 Шини для самохідних кранів та подібних спеціалізованих машин. Познаки, розміри, номінальні навантаги
- ДСТУ ISO 11442-1:2004 Документація на технічну продукцію. Автоматизоване оброблення технічної інформації. Частина 1. Вимоги конфіденційності
- ДСТУ ISO 11442-2:2004 Документація на технічну продукцію. Автоматизоване оброблення технічної інформації. Частина 2. Документація оригіналів
- ДСТУ ISO 11442-3:2004 Документація на технічну продукцію. Автоматизоване оброблення технічної інформації. Частина 3. Стадії процесу проектування продукції
- ДСТУ ISO 11442-4:2004 Документація на технічну продукцію. Автоматизоване оброблення технічної інформації. Частина 4. Системи керування та пошуку документів
- ДСТУ ISO 128-20:2003 Кресленики технічні. Загальні принципи подавання. Частина 20. Основні положення про лінії
- ДСТУ ISO 14731:2004 Координація зварювальних робіт. Завдання та відповідальність
- ДСТУ ISO 16586:2005 Якість ґрунту. Визначення об'ємної вологості ґрунту за відомою щільністю складення на суху масу. Гравіметричний метод
- ДСТУ ISO 209-1:2002 Алюміній та алюмінієві сплави здеформовні. Хімічний склад та види продукції. Частина 1. Марки
- ДСТУ ISO 209-2:2002 Алюміній та алюмінієві сплави здеформовні. Хімічний склад та види продукції. Частина 2. Види продукції
- ДСТУ ISO 2768-1-2001 Основні допуски. Частина 1. Допуски на лінійні та кутові розміри без спеціального позначення допусків
- ДСТУ ISO 2768-2-2001 Основні допуски. Частина 2. Допуски геометричні для елементів без спеціального позначення допусків
- ДСТУ ISO 286-1-2002 Допуски і посадки за системою ISO. Частина 1. Основи допусків, відхилів та посадок
- ДСТУ ISO 286-2:2002 Допуски і посадки за системою ISO. Частина 2. Таблиці квалітетів стандартних допусків і граничних відхилів отворів і валів
- ДСТУ ISO 3183-2:2006 Нафтогазова промисловість. Труби сталеві для трубопроводів. Технічні умови постачання. Частина 2. Труби класу вимог В.
- ДСТУ ISO 3834.1-2001 Вимоги до якості зварювання. Зварювання плавленням металевих матеріалів. Частина 1. Настанови щодо вибирання та застосовування
- ДСТУ ISO 3834.2-2001 Вимоги до якості зварювання. Зварювання плавленням металевих матеріалів. Частина 2. Всебічні вимоги до якості
- ДСТУ ISO 3834.3-2001 Вимоги до якості зварювання. Зварювання плавленням металевих матеріалів. Частина 3. Типові вимоги до якості
- ДСТУ ISO 3834.4-2001 Вимоги до якості зварювання. Зварювання плавленням металевих матеріалів. Частина 4. Елементарні вимоги до якості
- ДСТУ ISO 4014-2001 Болти з шестигранною головкою. Класи точності А і В. Технічні умови
- ДСТУ ISO 4200:2006 Труби сталеві з гладкими кінцями, зварні та безшовні. Загальні таблиці розмірів і мас на одиницю довжини
- ДСТУ ISO 4759-3-2001 Допуски для кріпильних виробів. Частина 3. Шайби плоскі для болтів, гвинтів та гайок Класи точності А і С
- ДСТУ ISO 5456-1:2006 Кресленики технічні. Методи проеціювання. Частина 1. Загальні положення
- ДСТУ ISO 5456-3:2006 Кресленики технічні. Методи проеціювання. Частина 3. Аксонометричні зображення
- ДСТУ ISO 6058:2003 Якість води. Визначання кальцію. Титрометричний метод із застосовуванням етилендіамінтетраоцтової кислоти
- ДСТУ ISO 6059:2003 Якість води. Визначання сумарного вмісту кальцію та магнію. Титрометричний метод із застосовуванням етилендіамінтетраоцтової кислоти
- ДСТУ ISO 6584:2003 Устатковання очисне для повітря та інших газів. Класифікація пиловловлювачів
- ДСТУ ISO 65:2006 Труби з вуглецевої сталі, придатні для нарізування нарізі відповідно до ISO 7/1. Технічні умови
- ДСТУ ISO 6743-1:2004 Матеріали мастильні, оливи індустрійні та споріднені продукти (клас L). Класифікація. Частина 1. Група А (відкриті системи змащування)
- ДСТУ ISO 6743-2:2004 Матеріали мастильні, оливи індустрійні та споріднені продукти (клас L). Класифікація. Частина 2. Група F (шпинделі, вальниці та супряжені з ними з'єднання)
- ДСТУ ISO 6743-3:2004 Матеріали мастильні, оливи індустрійні та споріднені продукти (клас L). Класифікація. Частина 3. Група D (компресори)
- ДСТУ ISO 7000:2004 Графічні символи, що їх використовують на устаткованні. Покажчик та огляд
- ДСТУ ISO 7005-1:2005 Металеві фланці. Частина 1. Сталеві фланці
- ДСТУ ISO 7498-2:2004 Системи оброблення інформації. Взаємозв'язок відкритих систем базова еталонна модель. Частина 2. Архітектура захисту інформа
- ДСТУ ISO 8216-99:2004 Нафтопродукти паливо (клас F). Класифікація. Частина 99. Загальна класифікація
- ДСТУ ISO 8459-1:2005 Інформація і документація. Довідник бібліографічних елементів даних. Частина 1. Застосування міжбібліотечного абонемента
- ДСТУ ISO 8459-2:2005 Інформація і документація. Довідник бібліографічних елементів даних. Частина 2. Опрацьовування замовлень
- ДСТУ ISO 8459-3:2005 Інформація і документація. Довідник бібліографічних елементів даних. Частина 3. Пошук інформації за замовленням
- ДСТУ ISO 9001:2009 Система управління якістю. Вимоги
- ДСТУ ISO 9004-2-96 Управление качеством и элементы системы качества. Часть 2. Указания по услугам
- ДСТУ ISO 9004-3-98 Управління якістю та елементи системи якості. Частина З. Настанови щодо перероблюваних матеріалів
- ДСТУ ISO 9004-4-98 Управління якістю та елементи системи якості. Частина 4. Настанови щодо поліпшення якості

## ДСТУ ISO/IEC
- ДСТУ ISO/IEC 10021-4:2002 Інформаційні технології. Системи опрацьовування повідомлень (MHS). Частина 4. Система передавання повідомлень: Означення абстрактної послуги і процедури
- ДСТУ ISO/IEC 12119-2003 Інформаційні технології. Пакет програм. Тестування і вимоги до якості.
- ДСТУ ISO/IEC 17011:2005 Оцінювання відповідності. Загальні вимоги до органів акредитації, що акредитують органи з оцінювання відповідності
- ДСТУ ISO/IEC 17024:2005 Оцінювання відповідності. Загальні вимоги до органів, що здійснюють сертифікацію персоналу
- ДСТУ ISO/IEC 17050-1:2006 Оцінювання відповідності. Декларація постачальника про відповідність. Частина 1. Загальні вимоги
- ДСТУ ISO/IEC 17050-2:2006 Оцінювання відповідності. Декларація постачальника про відповідність. Частина 2. Підтверджувальна документація
- ДСТУ ISO/IEC 2382-4:2005 Інформаційні технології. Словник термінів. Частина 4. Організація даних
- ДСТУ ISO/IEC 2382-5:2005 Інформаційні технології. Словник термінів. Частина 5. Подання даних
- ДСТУ ISO/IEC 2382-9:2005 Інформаційні технології. Словник термінів. Частина 9. Обмін даними
- ДСТУ ISO/IEC 2382-14:2005 Інформаційні технології. Словник термінів. Частина 14. Безвідмовність, ремонтопридатність і готовність
- ДСТУ ISO/IEC 2382-15:2005 Інформаційні технології. Словник термінів. Частина 15. Мови програмування
- ДСТУ ISO/IEC 2382-17:2005 Інформаційні технології. Словник термінів. Частина 17. Бази даних
- ДСТУ ISO/IEC 2382-18:2005 Інформаційні технології. Словник термінів. Частина 18. Розподілене оброблення даних
- ДСТУ ISO/IEC 2382-29:2013 Інформаційні технології. Словник термінів. Частина 29. Штучний інтелект. Розпізнавання та синтезування мовлення
- ДСТУ ISO/IEC 2382-32:2003 Інформаційні технології. Словник термінів. Частина 32. Електронна пошта
- ДСТУ ISO/IEC 2382-34-2003 Інформаційні технології. Словник термінів. Частина 34. Штучний інтелект. Нейронні мережі
- ДСТУ ISO/IEC 7480:2003 Інформаційні технології. Телекомунікації та інформаційний обмін між системами. Якість сигналів старт-стопного передавання даних на стиках DTE/DCE
- ДСТУ ISO/IEC 7498-3:2003 Інформаційні технології. Взаємозв'язок відкритих систем. Базова еталонна модель. Частина 3. Найменування та адресація
- ДСТУ ISO/IEC 9798-3:2002 Інформаційні технології. Методи захисту. Автентифікація суб'єктів. Частина 3. Механізми з використанням методу цифрового підпису

## ДСТУ ISO/TR
- ДСТУ ISO/TR 11046-2001 Якість ґрунту. Визначання вмісту олив. Метод інфрачервоної спектрометрії і метод газової хроматографії

## ДСТУ ГОСТ
- ДСТУ ГОСТ 1567:2006 Нафтопродукти. Бензини автомобільні та палива авіаційни. Метод визначення смол випарюванням струменем
- ДСТУ ГОСТ 17380:2003 Детали трубопроводов бесшовные приварные из углеродистой и низколегированной стали. Общие технические условия
- ДСТУ ГОСТ 2.601:2006 Єдина система конструкторської документації. Експлуатаційні документи
- ДСТУ ГОСТ 2.610:2006 Єдина система конструкторської документації. Правила виконання експлуатаційних документів
- ДСТУ ГОСТ 25371:2006 Нафтопродукти. Розрахунок індексу в'язкості за кінематичною в'язкістю.
- ДСТУ ГОСТ 26167:2009 Взуття повсякденне. Загальні технічні умови
- ДСТУ ГОСТ 28147:2009 Системы обработки информации. Защита криптографическая. Алгоритмы криптографического преобразования
- ДСТУ ГОСТ 30830:2003 Трансформатори силові. Частина 1. Загальні положення
- ДСТУ ГОСТ 31072:2006 Нафта і нафтопродукти. Метод визначення густини, відносної густини та густини в градусах АРІ ареометром
- ДСТУ ГОСТ 33-2003 Нефтепродукты. Прозрачные и непрозрачные жидкости. Определение кинематической вязкости и расчет динамической вязкости.
- ДСТУ ГОСТ 9.101:2004 Єдина система захисту від корозії та старіння. Основні положення
- ДСТУ ГОСТ ИСО 8790:2003 Системи оброблення інформації. Символи й умовні познаки для схем конфігурації обчислювальної системи
- ДСТУ ГОСТ 28653:2009 Зброя стрілецька. Терміни та визначення понять.

## ДСТУ-Н
- ДСТУ-Н 4486:2005 Система конструкторської документації. Настанови щодо типової побудови технічних умов та прийняття рішень у галузевій сфері.

## ДСТУ-П
- ДСТУ-П CEN/TS 15149-2:2009 Біопаливо тверде. Методи визначення гранулометричного складу. Частина 2. Метод з використанням вібраційного решета з отворами 3,15 мм і менше
- ДСТУ-П CEN/TS 15149-3:2009 Біопаливо тверде. Методи визначення гранулометричного складу. Частина 3. Метод з використанням обертового решета
- ДСТУ-П CEN/TS 15289:2009 Біопаливо тверде. Визначення вмісту загальних сірки та хлору (CEN/TS 15289:2006, IDT)
- ДСТУ-П CEN/TS 15290:2009 Біопаливо тверде. Визначення основних елементів (CEN/TS 15290:2006, IDT)
- ДСТУ-П CEN/TS 15296:2009 Біопаливо тверде. Обчислювання складу за різними базами

Наказ від 22.12.2008 року N 495 Про прийняття міждержавних стандартів як національні методом підтвердження та скасування відповідних міждержавних стандартів та певних умов якості

## ОСТ
- ОСТ 26-02-2039-78 Бобишки, пробки, прокладки. Конструцкия размеры и технические требования.

## Р
- Р 50-34.119-90 Рекомендации. Информационная технология. Комплекс стандартов на автоматизированные системы. Архитектура локальных вычислительных сетей в системах промышленной автоматизации. Общие положения

## РД
- РД 39-0147103-385-87 Правила технической эксплуатации резервуаров магистральных нефтепроводов. Руководящий документ
- РД 50-613-86 Методические указания по внедрению и применению ГОСТ 6.10.4-84 «УСД. Придание юридической силы документам на машинном носителе и машинограмме, создаваемым средствами вычислительной техники. Основные положения»
- РД 50-680-88 Руководящий документ по стандартизации. Методические указания. Автоматизированные системы. Основные положения

## СОУ-Н МПЕ
- СОУ-Н МПЕ 40.1.20.510:2006 Методика визначення економічно доцільних обсягів компенсації реактивної енергії, яка перетікає між електричними мережами електропередавальної організації та споживачами (основного споживача та субспоживача)

## Виноски
1. ↑  Архівована копія. Архів оригіналу за 19 лютого 2012. Процитовано 8 серпня 2011.{{cite web}}:  Обслуговування CS1: Сторінки з текстом «archived copy» як значення параметру title (посилання)
2. ↑  Архівована копія. Архів оригіналу за 15 лютого 2012. Процитовано 8 серпня 2011.{{cite web}}:  Обслуговування CS1: Сторінки з текстом «archived copy» як значення параметру title (посилання)
3. ↑  DSTU41632020v1.pdf
4. ↑  Архівована копія. Архів оригіналу за 3 грудня 2008. Процитовано 19 січня 2011.{{cite web}}:  Обслуговування CS1: Сторінки з текстом «archived copy» як значення параметру title (посилання)